# Nationalpark Töfsingdalen
Töfsingdalens Nationalpark liegt nördlich des Skiortes Idre in der schwedischen Provinz Dalarnas län.
Der Park ist schwer erreichbar und auch in seinem Innern das Sinnbild für eine Wildnis. Er besteht aus zwei von unzähligen Felsblöcken übersäten Bergrücken, die bis zu einer Höhe von 892 m aufragen. 